# Lunden (Ditmarsken)
 For alternative betydninger, se Lunden. (Se også artikler, som begynder med Lunden)
Lunden er en by og kommune i det nordlige Tyskland, beliggende i Amt Kirchspielslandgemeinden Eider i den nordlige del af Kreis Dithmarschen. Kreis Dithmarschen ligger i den sydvestlige del af delstaten Slesvig-Holsten.

## Historie
Den første skriftlige omtale af Lunden dateres tilbage til 1140 og skyldes ærkebiskoppen af Bremen. Stednavnet er formentlig afledt fra det danske "Lunn" (ø-lignende højde) eller "Lund" (mindre træbevokset område).
St. Laurentius-kirken blev bygget i det 12. århundrede og udvidet i 1471.
I Kong Valdemars Jordebog fra 1231 nævnes, at:
"Disse ejendomme købte kong Valdemar II (Valdemar Sejr) i Ditmarsken af abbed Herman i Hærseuld  for 200 mark sølv på "det almindelige ting (Ditmarsken landsting): I Ciuængehusæ 2 hufe, i Heem 3 hufe, i Crembøl 3 hufe. Ovenfor Ulra ½ bol. I Uluersum 5 hufe, fradraget 1 jardæ. I Melsword 2 hufe. I Ysmædowæ 2½ hufe. I Ændebytæl og Metæs 2½ hufe og ½ jarde. I Tharnword 1½ hufe. I Flede 1½ hufe. I Læ ½ hufe. I Gardæsflyt 1 hufe. I Hunsbytæl og Flette 1 hufe og 1 jarde. I herrens år 1217."
1450-1453 og 1484 kom pesten til Lunden.
Fra 1516 til 1532 var der et kloster fra franciskanerordenen i Lunden. Den tilhørte først den danske provins Dacia og kom i 1520 til den saksiske franciskanerprovins Saxonia, indtil den blev ophævet som følge af reformationen. Klosterbygningerne blev revet ned i 1539.
Den 27. februar 1529 blev Lunden tildelt stadsrettigheder af Dithmarscher Statsforsamling. I 1559, efter at bonderepublikken Dithmarschen gik under efter en sidste kamp, blev disse rettigheder tabt igen.
Fra 1806 til 1816 virkede den velkendte lutherske teolog Claus Harms som præst på stedet.
Indbyggertallet var i 1835 1.304., i 1840 1.3.99 indbyggere, i 1845 1.457 indbyggere, i 1855 1.577 indbyggere og i 1860 1.703 indbyggere.
I 1885 havde Lunden 1.586 indbyggere.
Den 1. april 1934 blev sognekommunen Lunden opløst. Alle dens landsbyer, landsbysamfund og bondegårde blev uafhængige samfund eller landdistrikter ved siden af deres hovedstad Lunden.

## Geografi
Lunden ligger godt en kilometer øst for Ejderen. De nærmeste større byer er Heide (cirka 15 km) og Husum (cirka 20 km væk).

### Nabokommuner
Nabokommuner er (med uret fra nord) kommunerne Lehe, Sankt Annen, Krempel og Groven (alle i Kreis Dithmarschen).